# فلة والأقزام السبعة (أنمي)
فلة والأقزام السبعة (باليابانية: 白雪姫の伝説 Shirayuki Hime no Densetsu، وتترجم حرفياً اسطورة الأميرة بياض الثلج) هو مسلسل انمي ياباني-إيطالي يتكون من 52 حلقة تم إنتاجه من قبل تاتسونكو برودكشن. أُقتبست قصته من حكاية خيالية أوروبية وبدأ عرضه في 6 أبريل 1994 واستمر حتى 29 مارس.1995 أخرج المسلسل تسونيو نينوميا وكتب السيناريو جينزو تيريومي.
تمت دبلجة جميع الحلقات إلى العربية من قبل مركز الزهرة للإنتاج الفني وعُرضت على سبيستون والعديد من القنوات العربية الأخرى.

## قصة المسلسل
في قديم الزمان، عاش أحد الملوك مع زوجته وقد رُزقوا بطفلة جميلة ورائعة بيضاء البشرة فأسموها بياض الثلج أو فلة، بينما كانت بياض الثلج طفلة صغيرة، أصيبت والدتها الملكة بمرض فتوفيت على أثره، فأراد والد بياض الثلج أن يتزوج بملكة أخرى، فتزوج بإمرأة جميلة لكنها كانت شريرة ومغرورة، التقت فلة في يوم من الايام بشاب وسيم جدا يسمى ريتشارد (وسام) وهو امير لمملكة مجاورة والداه متوفيان فأحب بعضهما البعض واهدى لها شريطاً وقلادة صغيرة.
كان للملكة التي تزوجها والد فلة خفاش اسود ومرآة سحرية علقتها على جدار غرفتها، وكلما نظرت إليها الملكة كانت تسألها عن أجمل سيدة في هذه البلاد، وكانت المرآة تجيبها في كل مرة: أنت أجملهن، لكنني أقسم أن بياض الثلج أجمل منك فتنة.
كانت الملكة تغضب في كل مرة تسمع فيها جواب المرآة ، ونظراً لحقدها وغرورها طلبت من الصياد أن يأخذ فلة إلى الغابة ليقتلها بعيداً، أخذ الصياد فلة، إلا أن فلة توسلت له في الطريق أن يتركها في حال سبيلها وأن لا يقتلها، فاستجاب الصياد لطلبها وتركها تذهب في الغابة، شاهدت فلة كوخاً متواضعاً، فذهبت إليه ووجدت فيه سبعة أقزام، فروت لهم قصتها وعرضت عليهم أن تنظف لهم كوخهم وتحضر لهم الطعام كل يوم مقابل أن تبقى عندهم في كوخهم. احب الاقزام السبعة فلة وعاشت معهم مغامرات كثيرة وكان اقربهم لها يسمى قزوم.
ظنت الملكة بأن فلة قد ماتت، فوقفت أمام مرآتها السحرية وسألتها مرة أخرى عن أجمل نساء البلاد فأجابت المرآة: أيتها الملكة إنك جميلة جداً ولكنني يجب أن أقول الحقيقة، أقسم أن بياض الثلج لم تمت، وهي لا تزال حية في بيت صغير بعيد، قائم فوق تلة. ومع أنك أيتها الملكة جميلة حقاً فإن جمال تلك الفتاة الفائق يجعلها أكثر جمالاً.
صعقت الملكة عندما سمعت الجواب، وذهبت إلى كوخ الأقزام السبعة محاولة أن تقتل فلة عدة مرات ، إلا أنها كانت تفشل في كل محاولاتها لأن الأقزام كانو ينقذونها في كل مرة، كانت آخر محاولات الملكة في قتل فلة بأن وضعت لها تفاحة مسمومة، فسقطت فلة وفقدت وعيها بعد أن اكلت من تلك التفاحة، فظن الأقزام أن فلة قد ماتت، فحزنوا حزناً شديداً ووضعوها في تابوت زجاجي وكانوا يتناوبون على حراستها في كل يوم.
استدعى الاقزام ريتشارد ليشاهد ما فعلته الملكة الشريرة مما اضطره إلى مواجهتها ليتفاجئ بعدها ان الملكة الشريرة هي ضحية تلك المرآة السحرية التي بداخلها وحش كبير يتقاتل معه ريشارد فينجح في قتله فتنهض فلة من جديد وتتحول الملكة الشريرة إلى امرأة طيبة ويعود والد فلة من الحرب منتصرا ومن ثم يتزوج ريتشارد من فلة في النهاية وسط فرحة الجميع.
.

## روابط خارجية
- فلة والأقزام السبعة على موقع IMDb (الإنجليزية)
- فلة والأقزام السبعة على موقع ليتربوكسد (الإنجليزية)
- فلة والأقزام السبعة على موقع كينوبويسك (الروسية)
- فلة والأقزام السبعة على موقع ألو سيني (الفرنسية)
- فلة والأقزام السبعة على موقع قاعدة بيانات الفيلم (الإنجليزية)
- فلة والأقزام السبعة على موقع ANN anime (الإنجليزية)